# Villa della Palombara di Castel Fusano

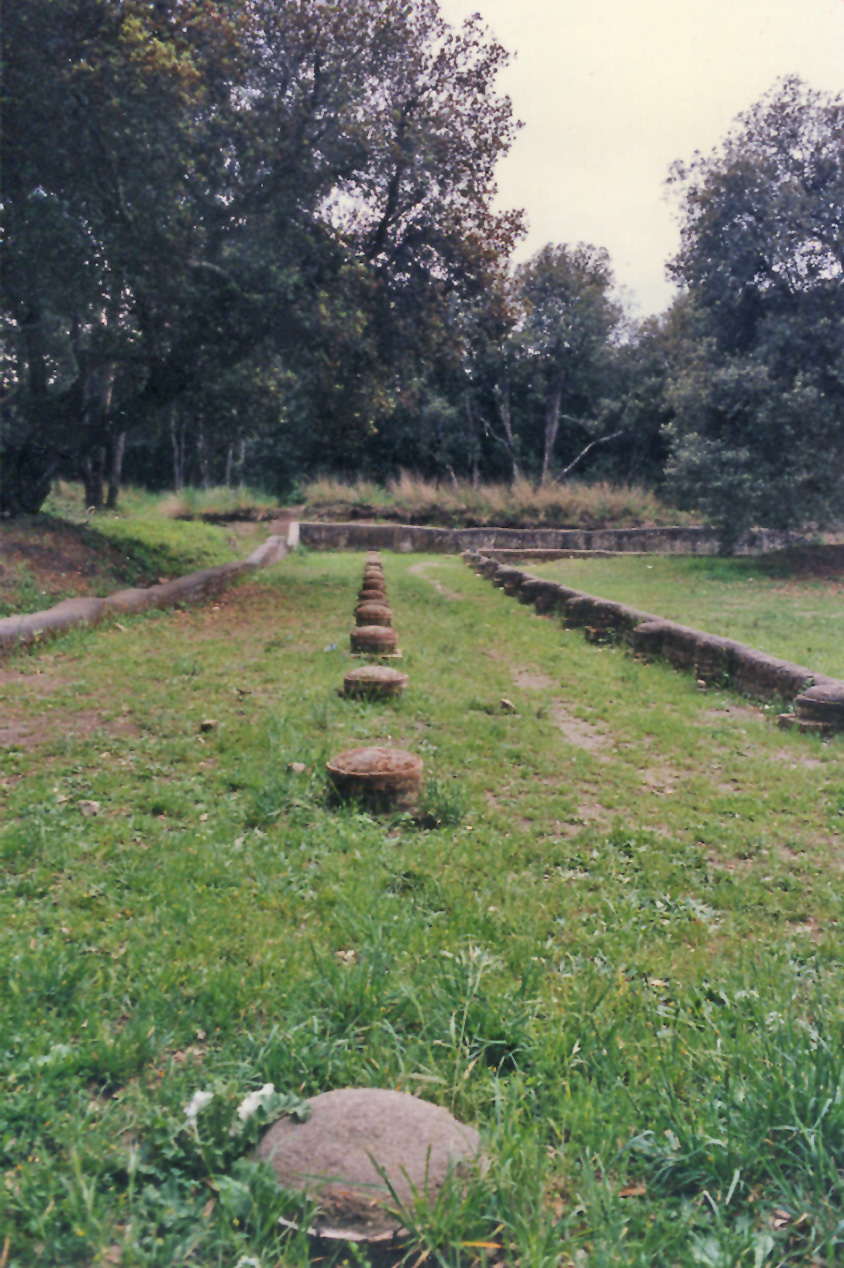
Vista das ruínas.

Villa della Palombara di Castel Fusano, amplamente conhecida como Villa di Plinio, era uma villa romana localizada na Via della Villa di Plinio, perto da esquina com a Via dei Transatlantici, no quartiere Lido di Castel Fusano, já na costa do mar Tirreno.

## História

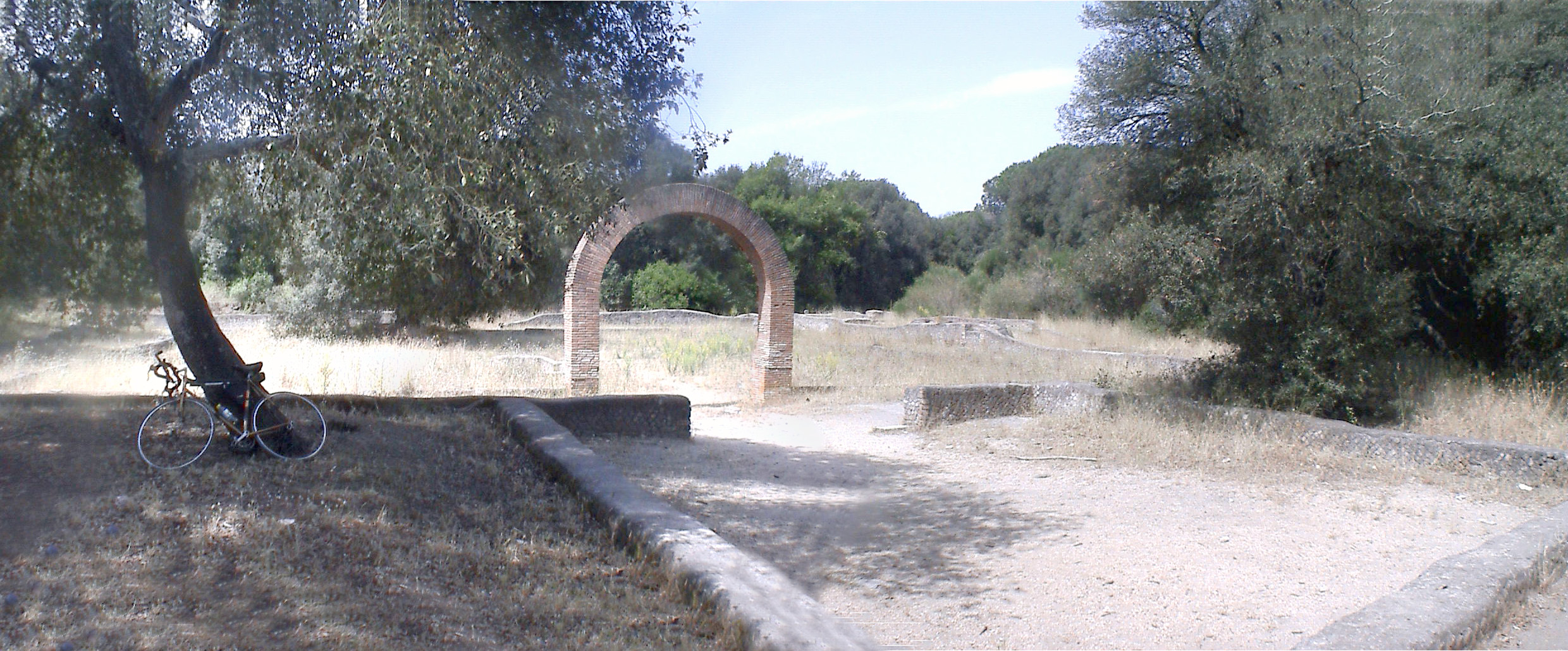
Imagem da dita Villa di Plinio.

A propriedade de Castel Fusano, com cerca de mil hectares, foi adquirida em 1933 pela Comuna de Roma e transformada em parque público por lei regional em 1980. Ela liga a foz do Tibre à propriedade presidencial de Castel Porziano e é constituída por uma área verde suburbana muito importante entre a cidade de Roma e o litoral do Lácio. A região pertencia originalmente ao Mosteiro de San Paolo fuori le Mura, depois ao de Sant'Anastasio alle Tre Fontane até finalmente passar pelas mãos de várias famílias nobres de Roma, entre elas a dos Fábios, os Albertoni e os Della Valle, que a adquiriram em 1570. Em 1620, a propriedade foi adquirida pelos Sacchetti, que ali construíram um castelo, vendido em 1755 para a família Chigi. O monumental bosque de pinheiros é resultado de plantações sucessivas de pinheiros domésticos, iniciada nos primeiros decênios do século XVIII pelo marquês Marcello Sacchetti e continuada primeiro pelos Chigi e depois pela própria Comuna de Roma. Atualmente, por causa de um terrível incêndio em 2000, o bosque foi objeto de cuidados especiais por parte da Amministrazione Comunale e do Corpo Forestale dello Stato. No interior da propriedade, os restos arqueológicos por décadas tidos como sendo a villa adquirida e descrita por Plínio, o Jovem (61 - 113) em uma carta enviada ao seu amigo Galo, constituem, sem dúvida, o ponto mais interessante do complexo. As últimas campanhas de escavações promovidas pela Sovrintendenza ai Beni Culturali del Comune di Roma, confirmaram que não há ligação das ruínas com a villa descrita por Plínio. Atualmente acredita-se que a verdadeira villa de Plínio tenha sido os restos da chamada Villa Magna, descoberta na região de Grotte di Piastra, no interior da propriedade de Castel Porziano.
A Villa della "Palombara", chamada assim por causa da presença de um grande azinheira utilizada no século XIX para caçar "palombi" ("pombos selvagens") no interior do parque, a poucos metros do trajeto da antiga Via Severiana. As primeiras escavações foram realizadas no século XVIII e levaram à identificação incorreta com a villa de Plínio. Foi o professor Antonio Maria Colini, que escavou a propriedade na metade do século XX, que atribuiu o complexo residencial a Quinto Hortênsio Hórtalo (114 - 50 a.C.), o famosíssimo orador romano amigo de Cícero. As recentes escavações, realizadas entre 1989 e 2008, revelaram boa parte do setor residencial e evidenciaram, contextualmente, a falta de correspondência entre as estruturas recém-descobertas com as descritas por Plínio. A villa se desenvolve em diferentes níveis do solo e está articulada de acordo com as sucessivas fases construtivas. A última escavação permitiu a identificação de pelo menos seis fases que vão do final do período republicano até o médio Império, do século I a.C. até III d.C.. A área na qual estão os restos da Villa della Palombara se resumia, neste último período, a uma estreita faixa arenosa interposta entre o mar e uma laguna no interior. A notável migração na direção do mar da foz do Tibre foi substancialmente limitada na região ao norte pelo Canale dello Stagno.
Os quartos da residência aparentemente ficavam na parte sudeste da região escavada, tudo em opus reticulatum. Aparentemente eles eram rodeados por um longo corredor subterrâneo (criptopórtico), que foi preservado melhor do lado sudeste. Num dos lados dele está uma longa fileira de nichos retangulares; do outro lado há apenas um nicho semicircular.

### Termas
Através de uma pequena escada posicionada no ângulo sudoeste do peristilo se chega ao vestíbulo do ambiente das termas, cujo piso está decorado por um mosaico de tesselas pretas e brancas representando Netuno em seu carro puxado por cavalos-marinhos. A cena, que se desenvolve no entorno do deus posicionado centralmente, apresenta: dois anunciadores, um feminino com um sistro (um antigo instrumento de origem egípcia) e um outro masculino com uma flauta; uma figura feminina com uma cauda de peixe que segura nas mãos um tirso (um longo bastão com uma pinha na ponta) e vários animais marinhos, entre eles cavalos-marinhos, um leão-marinho, uma lagosta, um camarão, alguns peixes e um golfinho. Com base na comparação com o mosaico das Termas de Netuno, em Óstia Antiga, é de cerca de 139. Para nordeste do vestíbulo se abrem dois pequenos vestiários (apoditérios). O recinto mais para o oeste abriga uma estrutura circular que pode ter sido um tanque de peixes. Pelo lado nordeste se chega à região para o banho em água fria (frigidário), com um tanque semicircular a nordeste e, provavelmente, três outros, menores e retangulares.  Dali se chega à zona mais morna (tepidário), que servia de passagem entre o frigidário e o caldário, com seu grande tanque retangular e revestido de mármore nas paredes. Os ambientes para os banhos quentes (caldários), a sudeste, era aquecido por uma fornalha (prefúrnio). 

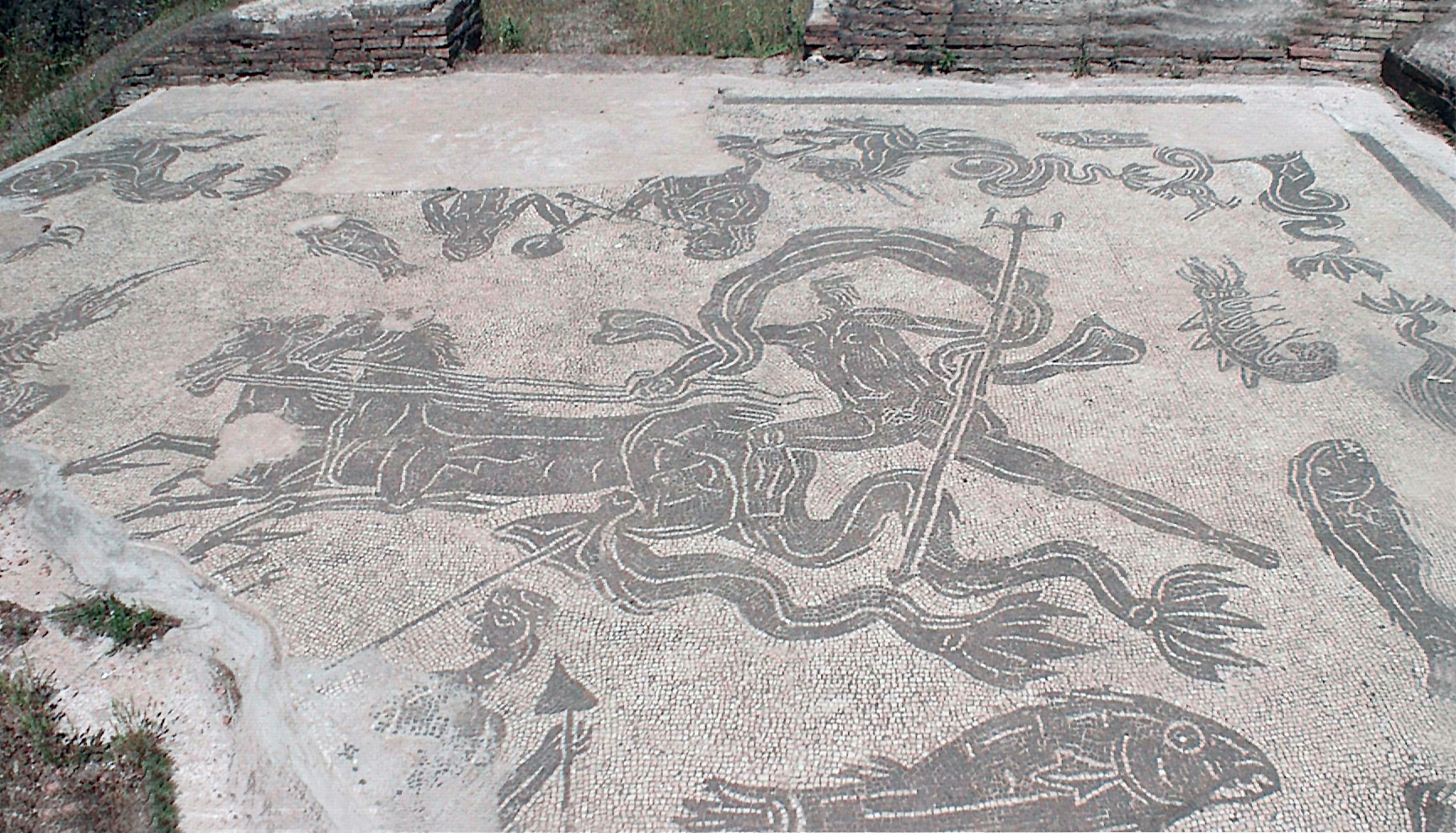
Mosaico de Netuno nas termas.

A estrutura termal também passou por várias fases de desenvolvimento: são visíveis paredes em opus mixtum (oppus reticulatum misturado com opus lateritium) datáveis da fase V da evolução do complexo residencial (117-161 d.C.) e estruturas em opus lateritium de épocas posteriores. A presença de paredes de época incerta no caldário fez com que os estudiosos supusessem que o complexo termal já estivesse previsto na construção original da villa e que ele foi depois inteiramente reconstruído na dinastia antonina.

### Peristilo
O peristilo (um pátio rodeado por colunas) foi construído na primeira fase da villa (segunda metade do século I a.C. - início do século I d.C.) e é composto por um pequeno jardim de circundado por um pórtico de forma quadrada, parte da área "pública" do complexo residencial.
A entrada era através de um arco monumental, que hoje não existe mais, flanqueado por duas colunas. Dali se chegava ao jardim. A parte posterior da linha externa de colunas era interrompido por um arco semelhante ao da entrada, no mesmo eixo deste. O arco de tijolos hoje visível é uma reconstrução feita na década de 1950 pelo professor Antonio Maria Colini. Atrás deste arco está um triclínio (um ambiente utilizados para banquetes), com um piso decorado com um mosaico preto. O pórtico era composto por uma dupla fileira de colunas que sustentavam uma cobertura constituída por um teto com duas águas. As colunas, de alvenaria, eram revestidas de gesso branco para deixá-las parecidas com mármores. A parede interna do pórtica provavelmente era pintada de vermelho com uma faixa em "espinha de peixe" (opus spicatum). Em uma fase posterior (a já citada fase V) foi acrescentada a fonte de tijolos de design curvilíneo, visível ainda hoje no centro do jardim, e a fila de colunas internas era dotada de uma pequena balaustrada de alvenaria. A sudoeste do peristilo, perto do ângulo da direita, se chegava às termas através de uns poucos degraus e a leste ficava a zona residencial sobre uma duna de areia.

### Basílica paleocristã
A basílica paleocristã, com 16,60 x 9,40 metros, que fica do lado de fora do muro de sustentação nordeste da Villa della Palombara, a poucos passos do antigo traçado da Via Severiana, foi descoberta "por acaso" em 1939 por Antonio Maria Colini. Em 1953, durante os estudos conduzidos por Guglielmo Gatti no local, foram descobertos, no exterior da entrada da igreja, foram descobertos um túmulo de uma criança com cobertura pontuda e um sarcófago em mármore com cenas marinhas e uma inscrição funerária, datada, por estilo e técnica, ao período de 150-175 d.C.. Foram reconhecidas duas fases na história da basílica. Na primeira, do século IV, a igreja tinha uma nave única, com uma abside semicircular se projetando e o pórtico com colunas cobertas por um teto com duas águas. Na segunda fase, foi construída no interior da nava uma schola cantorum (um espaço oposto ao altar-mor reservado aos cantores e geralmente cercado por uma cerca de alvenaria, geralmente decorada com lajes de mármore); no exterior, os espaços entre as colunas laterais foram emparedados.